# Attentat à la garderie de Laval
 (février 2023).
La mise en forme du texte ne suit pas les recommandations de Wikipédia : il faut le « wikifier ».
Les points d'amélioration suivants sont les cas les plus fréquents. Le détail des points à revoir est peut-être précisé sur la page de discussion.
- Les titres sont pré-formatés par le logiciel. Ils ne sont ni en capitales, ni en gras.
- Le texte ne doit pas être écrit en capitales (les noms de famille non plus), ni en gras, ni en italique, ni en « petit »…
- Le gras n'est utilisé que pour surligner le titre de l'article dans l'introduction, une seule fois.
- L'italique est rarement utilisé : mots en langue étrangère, titres d'œuvres, noms de bateaux, etc.
- Les citations ne sont pas en italique mais en corps de texte normal. Elles sont entourées par des guillemets français : « et ».
- Les listes à puces sont à éviter, des paragraphes rédigés étant largement préférés. Les tableaux sont à réserver à la présentation de données structurées (résultats, etc.).
- Les appels de note de bas de page (petits chiffres en exposant, introduits par l'outil «  Source ») sont à placer entre la fin de phrase et le point final[comme ça].
- Les liens internes (vers d'autres articles de Wikipédia) sont à choisir avec parcimonie. Créez des liens vers des articles approfondissant le sujet. Les termes génériques sans rapport avec le sujet sont à éviter, ainsi que les répétitions de liens vers un même terme.
- Les liens externes sont à placer uniquement dans une section « Liens externes », à la fin de l'article. Ces liens sont à choisir avec parcimonie suivant les règles définies. Si un lien sert de source à l'article, son insertion dans le texte est à faire par les notes de bas de page.
- La présentation des références doit suivre les conventions bibliographiques. Il est recommandé d'utiliser les modèles {{Ouvrage}}, {{Chapitre}}, {{Article}}, {{Lien web}} et/ou {{Bibliographie}}. Le mode d'édition visuel peut mettre en forme automatiquement les références.
- Insérer une infobox (cadre d'informations à droite) n'est pas obligatoire pour parachever la mise en page.

Pour une aide détaillée, merci de consulter Aide:Wikification.
Si vous pensez que ces points ont été résolus, vous pouvez retirer ce bandeau et améliorer la mise en forme d'un autre article.
L'attaque à la garderie de Laval a lieu le 8 février 2023 où un chauffeur d'autobus a foncé volontairement sur une garderie à Laval, au Québec (Canada). Le suspect, Pierre Ny St-Amand, a percuté une garderie avec un autobus de la Société de transport de Laval (STL), tuant deux enfants et en blessant six autres. St-Amand, qui est considéré comme ayant agi seul, a été inculpé de meurtre au premier degré, de tentative de meurtre, et de conduite dangereuse.

## Incident
Le matin du mercredi 8 février 2023, des parents déposaient leurs enfants à la Garderie Éducative de Sainte-Rose sur la Terrasse Dufferin, un cul-de-sac du quartier Sainte-Rose à Laval. Des autobus de la ligne 151 de la Société de Transport de Laval circulent régulièrement sur cette route, faisant demi-tour au rond-point au bout de la route pour se rendre à l'arrêt d'autobus près de la garderie.
Vers 8 h 30 HNE, des témoins ont entendu pour la première fois un autobus conduit par le chauffeur Pierre Ny St-Amand faire tourner son moteur. L'autobus a tourné brusquement dans l'allée de la garderie et s'est dirigé à 30 ou 40 kilomètres à l'heure droit vers la partie du bâtiment où se rassemblent les enfants de quatre et cinq ans. L'autobus a fracassé le mur extérieur de la garderie au moment de l'impact et a presque renversé des parties du toit.
Le conducteur est sorti du véhicule après l'accident et a commencé à se déshabiller en criant. Des témoins et des parents ont rapidement maîtrisé l'homme, tandis que d'autres se sont précipités dans le bâtiment pour sortir les enfants blessés alors que des morceaux du plafond tombaient au sol. La police et l'ambulance sont arrivées en quelques minutes. Pierre Ny St-Amand a été menotté et traîné nu et hystérique jusqu'à la voiture de police. Des témoins l'ont décrit comme n'étant pas dans son bon sens,,.

## Conséquences
Deux garçons et deux filles ont été transportés à l'hôpital pour enfants Sainte-Justine à Montréal; trois autres ont été transportés à l'hôpital de la Cité-de-la-Santé à Laval. Les enfants indemnes ont été emmenés à l'école primaire voisine où la police et les travailleurs de la garderie ont calmé les enfants. Les parents paniqués qui se sont présentés sur le site de l'accident bloqué ont été dirigés vers l'école et ont dû attendre deux heures pour que les identités soient confirmées. Les parents des enfants blessés ont été sortis de la pièce et informés de l'état de leurs enfants, et les autres parents ont dit que leurs enfants étaient en sécurité.
À midi, la police a annoncé qu'un enfant avait été déclaré mort sur les lieux, tandis qu'un autre est mort à l'hôpital.
Deux des quatre enfants âgés de trois à cinq ans accueillis à l'hôpital Sainte-Justine sont sortis le lendemain. L’autobus a été remorqué tard dans la soirée.
Un mémorial spontané avec des fleurs et des peluches est apparu le soir. Les habitants se sont réunis en soirée pour se consoler à l'église paroissiale Sainte-Rose-de-Lima. Le lendemain matin, le premier ministre du Québec François Legault et les chefs des partis d'opposition provinciaux ont déposé des fleurs et exprimé leurs condoléances sur les lieux. Une minute de silence a été observée à l'Assemblée nationale du Québec et à la Chambre des communes du Canada. Des garderies partout au Québec ont arboré des drapeaux blancs en solidarité avec les sinistrés. Dans la soirée, le premier ministre canadien Justin Trudeau et le maire de Laval Stéphane Boyer ont rendu hommage à la veillée avec des dizaines de personnes rassemblées devant l'église.

## Accusé

### Contexte
Le chauffeur de l'autobus a été identifié comme étant Pierre Ny St-Amand, âgé de 51 ans. Né au Cambodge, il a été adopté comme orphelin au lendemain du génocide cambodgien par une famille québécoise originaire du Nouveau-Brunswick. Avant son adoption, alors âgé de 10 ans, son père est tué par les Khmers rouges et il vit dans trois camps pour réfugiés où il subit des violences de la part d'un proche. Il passe ensuite sa jeunesse à Sept-Îles, sur la Côte-Nord. Il travaillait pour le STL depuis 10 ans et n'avait aucune condamnation pénale antérieure. L'association québécoise représentant les garderies privées a confirmé qu'il n'avait aucun lien avec la garderie. Selon les autorités sanitaires, St-Amand n'était pas sur une liste d'attente pour les services de santé mentale.

### Poursuite judiciaire
Pierre Ny St-Amand a été arrêté sur les lieux et a été accusé de deux chefs de meurtre au premier degré, de tentative de meurtre, de deux chefs de voies de fait graves et de quatre chefs de voies de fait avec une arme causant des lésions corporelles,.
La Sûreté du Québec a menotté et arrêté l'accusé à son arrivée, le traînant nu jusqu'à la voiture de police. Des témoins ont déclaré que St-Amand criait de manière inintelligible avec ses yeux exorbités, et qu'il "n'était pas dans son bon sens" et "était dans un monde différent". Il a été transporté à l'hôpital du Sacré-Cœur de Montréal pour soigner ses blessures.
Dans la soirée, St-Amand a comparu devant un juge depuis son lit d'hôpital par visioconférence sous contrôle policier, refusant de s'exprimer. Il a été condamné à subir une évaluation psychiatrique. St-Amand aurait frappé un policier lors de l'audience.
Le 17 février 2023, le juge de la Cour supérieure du Québec Carol Richer a ordonné une nouvelle évaluation psychiatrique par l'Institut Philippe-Pinel, afin de voir si l'accusé comprend les procédures judiciaires et s’il est ainsi apte à subir son procès. St-Amand s'est présenté échevelé au palais de justice de Laval, accompagné de quatre constables spéciaux qui lui ont tenu les bras pendant les débats. Son avocat, Me Julien Lespérance Hudon, a affirmé qu'il ne pouvait parler qu'occasionnellement avec son client, car il retombait dans un état d'incommunicabilité.
Le 24 février 2023, l'accusé a été jugé apte à subir son procès. St-Amand s'est montré beaucoup plus alerte et réactif que lors de l'audience précédente. Cependant, alors que la poursuite et la défense sont convenus que le rapport psychiatrique indiquait que St-Amand était en mesure de comprendre la procédure, ils ont également noté des éléments de preuve dans le rapport justifiant une autre évaluation psychiatrique pour déterminer s'il souffrait d'un trouble mental au moment du crash. Le juge Marc-André Dagenais a ordonné une deuxième évaluation psychiatrique pour déterminer si l'accusé était criminellement responsable au moment de l'accident et a ordonné que le rapport psychiatrique soit scellé. La prochaine date d'audience a été fixée au 28 mars.
En juin 2024, la juge Lyne Décarie ordonne que son procès pour meurtres prémédités, tentatives de meurtre et voies de fait graves débute au printemps 2025, refusant ainsi la demande de Julien Lespérance Hudon qu'il n'y ait pas de procès,.
Son procès sans jury, présidé par le juge Éric Downs, débute en avril 2025. Tant la Couronne que la défense ont chacun mandaté un psychiatre pour évaluer l'accusé. Les deux psychiatres concluent que Pierre Ny St-Amand ne devrait pas être tenu criminellement responsable de ses actes. Selon les psychiatres, il était en psychose dû à des traumatismes sévères remontant à son enfance qui s'est déroulé durant le régime des Khmers rouges, le Kampuchéa démocratique, et le conflit cambodgien. Cette décision commune est fortement critiquée par les familles des victimes, qui accusent la Cour de prioriser la guérison de St-Amand alors qu'elles sont insuffisamment aidées par l'IVAC (Indemnisation des victimes d’actes criminels).   